# Luftwaffeninstandhaltungsregiment 2
Das Luftwaffeninstandhaltungsregiment 2 (LwInsthRgt 2) war ein Logistikverband der deutschen Luftwaffe.

## Geschichte
Das Luftwaffeninstandhaltungsregiment 2 geht auf das Luftwaffenversorgungsregiment 2 zurück, das zum 15. Juli 1958 auf dem Fliegerhorst Diepholz in Dienst gestellt und 1959 zum Luftwaffenparkregiment 2, 1968 zum Luftwaffenversorgungsbereich 2 und 1973 wieder in Luftwaffenversorgungsregiment 2 umgegliedert wurde. Die Aufgaben dieses Verbands waren die Instandsetzung von Material und Gerät der Luftwaffe, wie zum Beispiel Flugzeuge und deren Komponenten, Bodendienstgerät, Sonderkraftfahrzeuge oder Fernmeldegerät. Des Weiteren war er zuständig für Transportaufgaben und die Versorgung der Verbände der Luftwaffe mit Ersatzteilen, Munition, Betriebsstoffen und Verbrauchsmaterial. Darüber hinaus wurden auch fliegende Einheiten von Heer und Marine mit luftstreitkräfteeigentümlichem Material versorgt. Zur Erfüllung dieser Aufgaben wurden Werften als spezialisierte Instandsetzungseinrichtungen, Material-, Munitions- und Betriebsstoffdepots sowie Transporteinheiten unterhalten.
Zum 1. Juli 2002 wurde das Luftwaffenversorgungsregiment 2 in das Luftwaffeninstandhaltungsregiment 2 umgegliedert und zum 31. Dezember 2012 im Zuge einer weiteren, von Karl-Theodor zu Guttenberg initiierten und Thomas de Maizière fortgeführten Reform aufgelöst.

## Auftrag
Das Luftwaffeninstandhaltungsregiment 2 war für die Instandhaltung und Instandsetzung von Kampfflugzeugen des Typs F-4F Phantom, Hubschraubern, dem Flugabwehrraketensystem Patriot, Radar-, Flugsicherungs-, Kommunikations- und Bodennavigationsanlagen zuständig. Diese Aufgaben wurden zum Teil auch für die anderen Teilstreitkräfte wahrgenommen. Das Regiment arbeitete, zum Beispiel bei der Hubschrauberinstandsetzung, eng mit der Industrie zusammen. Die Einsatzverbände wurden im In- und Ausland auch durch mobile Teams unterstützt.

## Organisation

### Führung
Vorgesetzte Kommandobehörde des Luftwaffeninstandhaltungsregiments 2 war das Waffensystemkommando der Luftwaffe in Köln-Wahn.

### Unterstellte Einheiten/Dienststellen
Geführt wurde der Verband durch einen Kommandeur im Dienstgrad Oberst. Ihm waren zuletzt unterstellt:
- die Luftwaffeninstandhaltungsgruppe 21 zur Instandsetzung der F-4F Phantom (Fliegerhorst Jever)
- die Luftwaffeninstandhaltungsgruppe 22 zur Instandsetzung von Radargeräten und Kommunikationssystemen des Einsatzführungsdienstes der Luftwaffe und der militärischen Flugsicherung (Fliegerhorst Trollenhagen und Husum)
- die Luftwaffeninstandhaltungsgruppe 25 zur Instandhaltung und Instandsetzung von Hubschraubern (Fliegerhorst Diepholz)
- das Systemzentrum Flugabwehrraketen zur Instandhaltung des Flugabwehrraketensystems Patriot sowie dessen Komponenten (Fliegerhorst Wunstorf)

## Verweise